# لوسيانا أيمار
لوسيانا أيمار (بالإسبانية: Luciana Aymar) هي لاعبة هوكي أرجنتينية متقاعدة.

## وصلات خارجية
- لوسيانا أيمار على موقع الاتحاد الدولي للهوكي (الإنجليزية)
- لوسيانا أيمار على موقع اللجنة الأولمبية الدولية (الإنجليزية)
- لوسيانا أيمار على موقع أوليمبيديا (الإنجليزية)